# راكان هوساوي
راكان هوساوي مواليد 10 يونيو 1991 في السعودية، هو لاعب كرة قدم سعودي يلعب لنادي الجبيل.
==مسيرة اللاعب
لعب سابقاً في نادي الوحدة في الفئات السنية و نادي الوشم ونادي ضمك ونادي العين ونادي الرياض ونادي الصفا ونادي الخلود ونادي وج.